# Luperodes alboplagiatus
Luperodes alboplagiatus là một loài bọ cánh cứng trong họ Chrysomelidae. Loài này được Motschulsky miêu tả khoa học năm 1858.